# South Aroostook (Maine)
South Aroostook es un territorio no organizado ubicado en el condado de Aroostook en el estado estadounidense de Maine. En el Censo de 2010 tenía una población de 386 habitantes y una densidad poblacional de 0,4 personas por km².

## Geografía
South Aroostook se encuentra ubicado en las coordenadas 45°50′22″N 68°11′48″O / 45.83944, -68.19667. Según la Oficina del Censo de los Estados Unidos, South Aroostook tiene una superficie total de 954.36 km², de la cual 925.11 km² corresponden a tierra firme y (3.06%) 29.24 km² es agua.

## Demografía
Según el censo de 2010, había 386 personas residiendo en South Aroostook. La densidad de población era de 0,4 hab./km². De los 386 habitantes, South Aroostook estaba compuesto por el 97.15% blancos, el 0% eran afroamericanos, el 0.52% eran amerindios, el 0.26% eran asiáticos, el 0% eran isleños del Pacífico, el 0% eran de otras razas y el 2.07% pertenecían a dos o más razas. Del total de la población el 0% eran hispanos o latinos de cualquier raza.